# Rovinjsko Selo
Rovinjsko Selo – wieś w Chorwacji, w żupanii istryjskiej, w mieście Rovinj. W 2011 roku liczyła 1238 mieszkańców.